# Faiza Fuad Rauf
Faiza Fuad Rauf (en árabe|الأميرة فايزة بنت فؤاد الأول), El Cairo, 8 de noviembre de 1923 – Westwood, Los Ángeles, Estados Unidos, 6 de junio de 1994) fue  una princesa egipcia perteneciente a la dinastía de Mehmet Alí. Era la tercera hija del rey Fuad I de Egipto (entonces sultán) y de la reina Nazli; sus hermanos eran el rey Faruq de Egipto, Princesa Fawzia, Princesa Faika y Princesa Fathia.

## Biografía
Nació en el Palacio de Abdín.
Su bisabuelo materno fue el general Mohamed Sherif Pachá, primer ministro y Ministro de Relaciones Exteriores, de origen turco.
Faiza Rauf no eligió para casarse a un noble de Medio Oriente y, en cambio, obtuvo que se concertara mediante las relaciones familiares su matrimonio llevado a cabo el 17 de mayo de 1945 en El Cairo con su primo Bulent Rauf, un estudioso del Islam nacido en 1911 que había recibido educación en Occidente y era nieto de Ismail Pachá. El rey Faruq no apoyaba su matrimonio, pero finalmente dio de mala gana su aprobación.
La pareja vivió en el Palacio Zohria en la isla Gezira sobre el río Nilo, y Faiza tuvo un papel activo durante la recuperación de la princesa Fawzia en Egipto después de su separación del Sah de Irán Mohammad Reza Pahlavi en 1948. Fue una figura destacada en la Sociedad de la Media Luna Roja Egipcia durante el gobierno del Rey Faruq y su casa era considerada un oasis de civilización por los muchos ingleses que fueron huéspedes allí.
Cuando su hermano se ve obligado a abdicar en 1952, todas las propiedades de Faiza Rauf en Egipto fueron confiscadas y empezó a tener problemas económicos. En 1954 se fue a Estambul y después vivió un tiempo con su esposo en España y Francia pero se cansó de los muchos integrantes de la nobleza exiliados que buscaban medios de vida en Europa y viajó a Estados Unidos instalándose en Beverly Hills. Dejó a su marido en París, se divorciaron a comienzos de la década de 1960 y él se instaló en el Reino Unido donde en 1966 se casó con Angela Culme-Seymour, pero Faiza Rauf lo recordó siempre con gran afecto y siguió usando su apellido de casada.
En Estados Unidos Faiza Rauf tuvo propuestas de matrimonio –algunas de personas adineradas- pero las rechazó. Tampoco aceptó retornar a Egipto –hasta Anwar el-Sadat trató que lo hiciera- pero mantuvo la lealtad hacia su país e hizo una intensa campaña de recolección de fondos para ayudar a las víctimas del Terremoto de El Cairo de 1992. Cuando viendo cómo trataba de crearse una nueva vida le preguntaban porqué no se iba a residir al Reino Unido donde tenía tantos amigos, respondía que si lo hacía debería comportarse en la forma que era esperable por ellos en tanto en Hollywood podía alternar libremente con personas de todas clases. Quizás en el fondo –como todos los exiliados- tenía añoranza por su país, un país que a lo mejor solamente existía en su imaginación. Las desventuras que su familia y ella habían vivido le habían dejado marcas indelebles y sabía que nunca podría desprenderse de su pasado y del espectro de su hermano, si bien en sus últimos años Faiza Rauf había encontrado una nueva libertad en el mismo Hollywood que había estimulado su imaginación mientras vivía en los palacios egipcios; resultaba irónico que su propia vida había sido más fabulosa que cualquier película hollywoodense.
Faiza Rauf falleció el 9 de junio de 1994 a los 70 años en Westwood, Los Ángeles.

## Títulos y tratamientos
| ● 1923-1945: | Su alteza la princesa sultana Faiza de Egipto |
| ● 1945-1952: | Su alteza real la princesa Faiza de Egipto    |
| ● 1952-1962: | Señora Rauf                                   |
| ● 1962-1994: | Señora Faiza Fuad                             |

## Honores
Egipcios
- Miembro de Clase Suprema de la Orden la Virtud [Condecoración de Nishan al-Kamal en brillantes].[2]

## Ancestros
|  |                                                      |  |  |  |  |  |  |  |  |  |  |  |  |  |  |  |
|  | 16. Mehmet Alí, Valí de Egipto                       |  |  |  |  |  |  |  |  |  |  |  |  |  |  |  |
|  |                                                      |  |  |  |  |  |  |  |  |  |  |  |  |  |  |  |
|  |                                                      |  |  |  |  |  |  |  |  |  |  |  |  |  |  |  |
|  | 8. Ibrahim Bajá, Valí de Egipto                      |  |  |  |  |  |  |  |  |  |  |  |  |  |  |  |
|  |                                                      |  |  |  |  |  |  |  |  |  |  |  |  |  |  |  |
|  |                                                      |  |  |  |  |  |  |  |  |  |  |  |  |  |  |  |
|  | 17. Amina Nosratli                                   |  |  |  |  |  |  |  |  |  |  |  |  |  |  |  |
|  |                                                      |  |  |  |  |  |  |  |  |  |  |  |  |  |  |  |
|  |                                                      |  |  |  |  |  |  |  |  |  |  |  |  |  |  |  |
|  | 4. Ismail Bajá, Jedive de Egipto                     |  |  |  |  |  |  |  |  |  |  |  |  |  |  |  |
|  |                                                      |  |  |  |  |  |  |  |  |  |  |  |  |  |  |  |
|  |                                                      |  |  |  |  |  |  |  |  |  |  |  |  |  |  |  |
|  | 9. Hoshiar Walda                                     |  |  |  |  |  |  |  |  |  |  |  |  |  |  |  |
|  |                                                      |  |  |  |  |  |  |  |  |  |  |  |  |  |  |  |
|  |                                                      |  |  |  |  |  |  |  |  |  |  |  |  |  |  |  |
|  | 2. Fuad I, Rey de Egipto                             |  |  |  |  |  |  |  |  |  |  |  |  |  |  |  |
|  |                                                      |  |  |  |  |  |  |  |  |  |  |  |  |  |  |  |
|  |                                                      |  |  |  |  |  |  |  |  |  |  |  |  |  |  |  |
|  | 5. Ferial Hanem                                      |  |  |  |  |  |  |  |  |  |  |  |  |  |  |  |
|  |                                                      |  |  |  |  |  |  |  |  |  |  |  |  |  |  |  |
|  |                                                      |  |  |  |  |  |  |  |  |  |  |  |  |  |  |  |
|  | 1. Princesa Faiza de Egipto                          |  |  |  |  |  |  |  |  |  |  |  |  |  |  |  |
|  |                                                      |  |  |  |  |  |  |  |  |  |  |  |  |  |  |  |
|  |                                                      |  |  |  |  |  |  |  |  |  |  |  |  |  |  |  |
|  | 6. Abdel Rahim Sabri Pasha, Gobernador de El Cairo   |  |  |  |  |  |  |  |  |  |  |  |  |  |  |  |
|  |                                                      |  |  |  |  |  |  |  |  |  |  |  |  |  |  |  |
|  |                                                      |  |  |  |  |  |  |  |  |  |  |  |  |  |  |  |
|  | 3. Nazli Sabri                                       |  |  |  |  |  |  |  |  |  |  |  |  |  |  |  |
|  |                                                      |  |  |  |  |  |  |  |  |  |  |  |  |  |  |  |
|  |                                                      |  |  |  |  |  |  |  |  |  |  |  |  |  |  |  |
|  | 28. Muhammad Said, Cadí de La Meca                   |  |  |  |  |  |  |  |  |  |  |  |  |  |  |  |
|  |                                                      |  |  |  |  |  |  |  |  |  |  |  |  |  |  |  |
|  |                                                      |  |  |  |  |  |  |  |  |  |  |  |  |  |  |  |
|  | 14. Muhammad Sharif Pasha, primer ministro de Egipto |  |  |  |  |  |  |  |  |  |  |  |  |  |  |  |
|  |                                                      |  |  |  |  |  |  |  |  |  |  |  |  |  |  |  |
|  |                                                      |  |  |  |  |  |  |  |  |  |  |  |  |  |  |  |
|  | 7. Tewfika Hanim                                     |  |  |  |  |  |  |  |  |  |  |  |  |  |  |  |
|  |                                                      |  |  |  |  |  |  |  |  |  |  |  |  |  |  |  |
|  |                                                      |  |  |  |  |  |  |  |  |  |  |  |  |  |  |  |
|  | 30. Soliman Pasha                                    |  |  |  |  |  |  |  |  |  |  |  |  |  |  |  |
|  |                                                      |  |  |  |  |  |  |  |  |  |  |  |  |  |  |  |
|  |                                                      |  |  |  |  |  |  |  |  |  |  |  |  |  |  |  |
|  | 15. Nazli Hanim                                      |  |  |  |  |  |  |  |  |  |  |  |  |  |  |  |
|  |                                                      |  |  |  |  |  |  |  |  |  |  |  |  |  |  |  |
|  |                                                      |  |  |  |  |  |  |  |  |  |  |  |  |  |  |  |
|  | 31. Mariam Hanim                                     |  |  |  |  |  |  |  |  |  |  |  |  |  |  |  |
|  |                                                      |  |  |  |  |  |  |  |  |  |  |  |  |  |  |  |
|  |                                                      |  |  |  |  |  |  |  |  |  |  |  |  |  |  |  |